# Luna (Tarot)

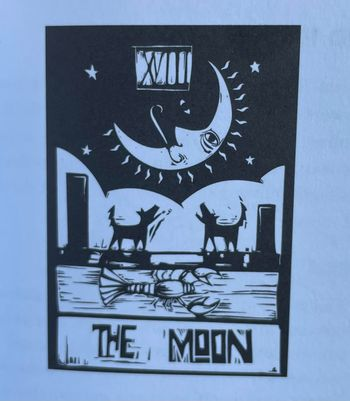
Cartea Lunii în Tarot

Luna(Tarot) este a 18-a carte din Arcana Majoră a unui pachet de cărți de Tarot. Pe aceasta se regăsesc: luna, care are o față luminată și una întunecată, un câine și un lup care simbolizeaza blândețea (câinele) și aspectele sălbatice (lupul) ale naturii. De asemenea, un homar care simbolizează subconștientul. Este o carte a dezvoltării de sine și reconectarea cu subconștientul. Te poate preveni cu privire la furia interioară și să-ți controlezi cu grijă deciziile.

### Origine
Originea acestei cărți pornește chiar dintr-un design antic al talismanului Evil Eye, fiind similarități vizuale de structură și formă între acestea.

### Interpretări
| Normală      | Întoarsă   |
| ------------ | ---------- |
| iluzie       | primejdie  |
| subconștient | represiune |
| intuiție     | anxietate  |

#### [3]Luna în Călătoria Nebunului
Nebunul în cărțile de tarot este cartea 0 sau 22 în Arcana Majoră. ,,Călătoria Nebunului” este o metaforă referitoare la călătoria noastră, ca indivizi, de-a lungul vieții.  Fiecare carte din cele 21 de cărți ale Arcanei Majore reprezintă o lecție de viață. Luna este a 18-a etapă a vieții. În momentele grele și întunecate, lumina Divină te va găsi și te va călăuzi.